# Catocala edwardsi
Catocala edwardsi là một loài bướm đêm trong họ Erebidae.